# Ronald Jones (Politiker)
Ronald Dacosta Jones JP (* 23. November 1957 in Wilcox, Christ Church Parish) ist ein Politiker aus Barbados von der Democratic Labour Party (DLP), der von 2008 bis 2018 Mitglied des House of Assembly sowie seit 2013 Minister für Bildung, Wissenschaft, Technologie und Innovation im Kabinett von Premierminister von Barbados Freundel Stuart war.

## Leben

### Studium, Lehrer und gesellschaftliches Engagement
Jones begann nach der Grundschulbildung an der St. Bartholomew Boys’ School, der Sekundarbildung an der Washington High School und am Community College ein Studium der Fächer Geschichtswissenschaft und Soziologie an der University of the West Indies, Campus Cave Hill, das er mit einem Bachelor of Arts (B. A.) abschloss. Ein postgraduales Studium in Bildungsmanagement und Verwaltung an der Universität London beendete er mit einem Master of Arts (M. A.). Des Weiteren erwarb er ein Zertifikat für Lehrerausbildung am Erdiston Teachers’ Training College in Barbados.
Neben seinem Studium engagierte er sich in den 1970er und Anfang der 1980er Jahre als Vorsitzender des nationalen Jugendrates BYT (Barbados Youth Council) sowie als Vorsitzender der Vereinigung junger karibischer Arbeitnehmer des Commonwealth of Nations (Commonwealth Caribbean Youth Workers Association of Barbados).
Danach war Jones als Lehrer tätig und befasste sich aufgrund seiner Funktion als Vorstandsmitglied und Präsident der Barbados Teachers’ Cooperative Credit Union Limited mit Themen wie Bildung, Sport, Gewerkschaftsarbeit und Gemeindeentwicklung. Darüber hinaus wurde er 1998 Präsident des nationalen Fußballverbandes BFA (Barbados Football Association) und war auch Gründungsmitglied des Kongresses der Gewerkschaften und Mitarbeiterverbände von Barbados sowie Präsident der Lehrergewerkschaft BUT (Barbados Union of Teachers).
Des Weiteren engagierte er sich im Komitee für die nationalen Sommerlager, in der St. Bartholomew's Boys' Old Scholars Association and Youth Group sowie in der Kulturgruppe Thirty Three as One. 1991 wurde er ferner Friedensrichter (Justice of the Peace).

### Abgeordneter und Minister
Als Kandidat der Democratic Labour Party (DLP) wurde er bei den Wahlen vom 15. Januar 2008 erstmals zum Mitglied des House of Assembly gewählt und vertritt dort seither den Wahlkreis Christ Church East Central. Kurz nach den Wahlen wurde er von Premierminister David Thompson als Minister für Bildung und Entwicklung menschlicher Ressourcen (Minister of Education and Human Resource Development) und bekleidete dieses Ministeramt auch im Kabinett von Freudel Stuart, der das Amt des Premierministers nach dem Tod Thompsons am 23. Oktober 2010 übernommen hatte.
Nach dem erneuten Sieg der DLP bei den Wahlen vom 21. Februar 2013 berief ihn Premierminister Stuart am 28. Februar 2013 zum Minister des erweiterten Ressort für Bildung, Wissenschaft, Technologie und Innovation (Minister of Education, Science, Technology and Innovation), wohingegen die Zuständigkeit für die Entwicklung menschlicher Ressourcen von der Ministerin für Arbeit, Soziale Sicherheit und Entwicklung menschlicher Ressourcen, Esther Byer-Suckoo, übernommen wurde. Er blieb Minister bis zur Regierungsablösung im Mai 2018.